# Rocky Mountain Foothills
Rocky Mountain Foothills är ett berg i Kanada.   Det ligger på gränsen mellan provinserna Alberta och British Columbia, i den centrala delen av landet, 3 500 km väster om huvudstaden Ottawa. Toppen på Rocky Mountain Foothills är 1 637 meter över havet, eller 234 meter över den omgivande terrängen. Bredden vid basen är 2,2 km.
Terrängen runt Rocky Mountain Foothills är huvudsakligen kuperad. Trakten runt Rocky Mountain Foothills är nära nog obefolkad, med mindre än två invånare per kvadratkilometer.. Det finns inga samhällen i närheten.
I omgivningarna runt Rocky Mountain Foothills växer i huvudsak barrskog.